# Дичук Богдан Юрійович
Дичук Богдан Юрійович (* 16 листопада 1951, Дубка, Івано-Франківська область - 9 жовтня 2024, Городенка) — український письменник, поет, педагог, громадський діяч. З лютого 2012 року член Спілки письменників України.

## Біографія
Богдан Дичук народився в селі Дубки, що на Городенківщині, в 1951 року в селянській родині Дичуків. По закінченню школи подався до Чернівців і навчався на філологічному факультеті Чернівецького державного університету.
По закінченню наук Богдан повернувся працювати на Городенківщину, спершу у школі, а пізніше й в апараті районної Ради народних депутатів. Але Дичук Богдан не полишає своєї педагогічної ниви — як Спеціаліст вищої категорії і вчитель української мови і літератури він продовжує навчати діток.

## Творчі набутки
Богдан Дичук спробував себе у поезії ще в юначий час. Твори керівника літературної студії Чернівецького університету друкувалися в республіканських та обласних періодичних виданнях. Окрім поезії, як педагог та громадський діяч, публікував публіцистичні відгуки, роздуми. В різний час Богданом Дичуком було видано кілька збірок:
- «Життя не жарти, не казки»;
- «Сумує скрипка»;
- «Ностальгія» (2006)
- «Полин при чужій дорозі»
- «З доріг» (2009)

 

Сніги вибілюють село,

Морозу вигострились леза.

А біля хати за вікном

Риплять простуджено берези....